# بوردا ستايل
بوردا ستايل (بالإنجليزية: Burda Style)‏ (سابقا: بوردا مودن، بوردا عالم الموضة) هي مجلة ألمانية تأسست عام 1950، تهتم بالموضة. صدر العدد الأول منها في 1950. يقع مقرها في أوفنبورغ. تصدر المجلة كل شهر. وهي مجلة أزياء نشرت في 16 لغة مختلفة وفي أكثر من 89 بلدا من قبل هوبرت بوردا ميديا ويحتوى كل عدد من مجلة بوردا موضة على أنماط لكل تصميم في هذا العدد.

## التاريخ
في عام 1949 قامت آيني بوردا بتوسيع عملها العائلي في إصدار المجلات النسائية عندما قامت بتأسيس شركة لطباعة ونشر مجلة أزياء في بلدتها أوفنبرغ، ألمانيا. وفي العام نفسه بدأت بنشر مجلة تدعى فافوريت، التي تم تغيير اسمها في وقت لاحق إلى بوردا مودن.
صدر العدد الأول من مجلة بوردا مودن في عام 1950 و اكتسبت المجلة شعبية كبيرة في السوق، وخاصة منذ عام 1952، عندما بدأت المجلة تشتمل على أوراق تحتوي على تصميمات الملابس.
في عام 1987 كانت مجلة بوردا عالم الأزياء أول مجلة غربية تنشر في الاتحاد السوفيتي وفي عام 1994كانت مجلة بوردا عالم الأزياء أيضا أول مجلة غربية تظهر في جمهورية الصين الشعبية.
و في العام 2013 أطلقت بوردا ستايل في الولايات المتده الأمريكية بالشراكة مع شركة F+W Media.

## مدرس الخياطة عبر الإنترنت
تخطت بوردا ستيل حدود المجلات الورقية، وانخرطت بالعمل عبر الإنترت تماشيًا مع التقدم التكنولوجي وبغية الوصول إلى أكبر عدد من الزبائن. إضافة إلى ذلك تميّزت بوردا ستيل بتقديم وسائل حديثة ومتنوعة حول تقنبيات الخياطة عبر الإنترنت، كونها علامة تجارية شاملة للخياطة والأزياء ووجهة الخياطة الأولى عبر الإنترنت في العالم. لذلك، حاول القيّمون على الصفحة تقديم جميع الأدوات التي يحتاجها الفرد ليتعلم كيفية صنع ملابس جميلة وأنيقة واحترافية في منزل.
أكاديمية بوردا ستايل، تسعى لتقديم الدورات الأكثر ابتكارًا لمساعدة الجميع على تطوير مهاراتهم في التصميم والصياغة والحياكة، بالإضافة إلى تقنيات الزخرفة التزيين في الملابس لإضفاء لمسة خاصة على المنتجات.
تختار الأكاديمية بكل عناية المتخصصين في الخياطة لتطوير الدورات التدريبية التي يرغب بها المتابعين ليتعلموا ويوسعوا معرفتهم بالخياطة. يقوم المدرسون خلال الدوراتن بمساعدة فردية للتأكد من أن المشاركين ينفذون الخطوات بحرفية والطرق السليمة للوصول إلى النتيجة المبتغاة في كل جلسة. كما أنها تتيح الفرصة للتواصل مع الطلاب من جميع أنحاء العالم ومساعدة بعضهم البعض. لا يوجد سرعة معيّنة في التعلم، فالمبدعون يعملون ويتعلمون وفقًا لسرعتهم الخاصة، لذلك من المفترض أن يتم أخذ الدورات وفقًا لجدول الطالب الخاص.
كما تمكن الأكاديمية الطلاب من إمكانية الوصول مدى الحياة إلى تسجيل الدخول وإعادة مشاهدة مقاطع الفيديو ومراجعة مواد الدورة التدريبية.

## دورات بوردا ستايل
من خلال هذه الدورات يمكن للفرد أن يتعلم الكثير، كما وضع القيّمون على الصفحة مقالات تشرح وتعلم بطريقة سهلة طرق خياطة بعض الأشياء مثلًا:
طريقة صناعة إكليل الزهور بطريقة إبداعية حديثة للأبواب المصنوع من الكريات الملونة. وجاء في المقال "لا يجب أن تكون أكاليل الزهور دائمًا لموسم العطلات فقط - استخدم مهاراتك في الصياغة في أي وقت من السنة."
سرير للحيوانات الأليفة يوضع على الأريكة لحمايتها من عبث الحيوانات. حيث أم السرير يمكن أن يتناسب مع ديكور المنزل.
أقنعة النوم بطريقة سهلة. "بفضل الإرشادات السهلة خطوة بخطوة والنمط أدناه. كما أنها تقدم هدية رائعة وطريقة لاستخدام الكثير من الأقمشة الخردة."
صناعة معطف الصوف، جوارب مزخرفة للزينة المنزلية، السراويل، السترات.

## المنتجات الموجودة
تتعدد الأشياء المعروضة سواء أكان في المجالة أو على الموقع، والجدير بالذكر أن الصفحة تتابع الموضة عن كثب منذ أعوام بشهادة من زبائنها، بالإضافة إلى اتجاهات الموسم في شكل أنماط. تقدم خزانة ملابس عصرية وكاملة في كل عدد والتي يمكنك خياطتها مباشرة من الأنماط الفردية في المجلة.
تتضمن الصفحة عدد كبير من الألبسة لاسيما العصرية من الساتين، الصوف وأنواع متنوعة من الأقمشة التي تتماشى مع رغبة الزبائن: تنانير، بلوزات وتونيك، تيشيرتات، سترات، بناطيل وشورتات، المعاطف، لانجري، اكسسوارات، أزياء الأطفال، ملابس رجالية (حديثًا).

## وصلات خارجية
- الموقع الإلكتروني

## طالع أيضًا
- سيتادين
- غلامور
- كوزموبوليتان
- مجلة فوغ
- مدام فيغارو